# ファインド・マイ・ウェイ
「ファインド・マイ・ウェイ」（Find My Way）は、イギリスのシンガーソングライターであるポール・マッカートニーの楽曲。2020年12月18日に発売されたスタジオ・アルバム『マッカートニーIII』に収録された楽曲で、同作からのリード・シングルともなっている。2021年に発売された『マッカートニーIII IMAGINED』にはベックによるリミックス・バージョンが収録された。

## 制作
「ファインド・マイ・ウェイ」は、マッカートニーがピアノで作曲を始めた楽曲で、車に乗っている最中に思いついたアイデアがもとになっている。マッカートニーは車のラジオから流れるビートに合わせて歌い始め、歌詞とメロディを作り上げた。当初ヴァースには別のアイデアが存在していたが、マッカートニーはそれが気に入らなかったことから、新たなアイデアとして現在のミドル部分にあたるセクションが加えられた。
本作の録音作業にはブレネル社のテープ・レコーダーが使用された。曲中ではモーグシンセベースとカール・ヘフナー社のベースが併用されている。

## プロモーション
2020年12月5日、「#12DaysOfPaul」の一環で本作の楽譜が公開され、同日にロサンゼルスにあるビルの壁に楽譜の一部が描かれる様子が公式Twitter上で公開された。
12月18日、映画監督のロマン・コッポラが監督を務め、46台以上のカメラを使用してマッカートニーが曲中で使用されたすべての楽器を演奏する様子を捉えたミュージック・ビデオが公開された。

## 評価
ビーズリー・メディアのブライアン・アイビスは、マッカートニーがビートルズ解散後に発表したベスト・ソングの1つに本作を挙げ、アルバム『マッカートニーIII』の「ハイライト」と評した。オンライン新聞『インデペンデント』のヘレン・ブラウンは、「典型的なマッカートニーによる軽快な小唄」と称した
第64回グラミー賞では、最優秀ロック楽曲賞にノミネートした。

## ベックによるリミックス・バージョン
2021年3月25日、アメリカ合衆国のシンガーソングライターであるベックによるリミックス・バージョンが発表された。このバージョンは、4月16日にキャピトル・レコードから発売された再構築アルバム『マッカートニーIII IMAGINED』の1曲目に収録された。
リミックスを手がけたベックは、依頼を受けたときにマッカートニー夫妻とウェスト・ハリウッドのクラブに行った夜のことを思い出したとし、ダンスフロアで彼を見ていた時に感じたあの素晴らしさを再現したいと思ったんです…あの時“ノリノリ”だったポールへのちょっとしたトリビュートのようなものですと語っている。
7月23日には映画監督のアンドリュー・ドノホが監督を務め、ダンサーのフィル・タヤグが振り付けを手がけたミュージック・ビデオが公開された。デジタル・アバターの制作を専門とするハイパーリアル・デジタルとの共同制作で、ディープフェイクが使用された。本作のビデオは、若返ったマッカートニーがホテルの廊下で踊ったり様々な場所に移動するというもので、最後にベックがマッカートニーの覆面マスクを脱いで正体を現したところで終わる。

## クレジット
オリジナル版
- ポール・マッカートニー – ボーカル、ベース、ピアノ、アコースティック・ギター、エレクトリック・ギター、ドラム、ハープシコード、モーグシンセベース、作詞作曲、プロデューサー
- スティーヴ・オーチャード – エンジニア、ミキシング
- キース・スミス – アシスタント・エンジニア
- ランディ・メリル – マスタリング

リイマジンド版
- ポール・マッカートニー – ボーカル、作詞作曲、プロデューサー（オリジナル・プロダクション）
- ベック・ハンセン – ボーカル、ギター、ベース、キーボード、プログラミング、プロデューサー
- ディラン・ハーマン – シンセサイザー、プログラミング、レコーディング、ミキシング
- ディラン・グリーンバウム – プログラミング
- キース・スミス – アシスタント・エンジニア

## チャート成績
| チャート (2020年 - 2021年)             | 最高位 |
| -------------------------------------- | ------ |
| ベルギー (Ultratip Flanders)           | 9      |
| ベルギー (Ultratip Wallonia)           | 37     |
| 台湾 Top 10                            | 7      |
| US Adult Alternative Songs (Billboard) | 31     |